# Andrej Srakar
Andrej Srakar, slovenski matematik, ekonomist, matematični statistik in ekonometrik, * 22. april 1975, Ljubljana, Slovenija.
Srakar je raziskovalno aktiven na več področjih, posebej v matematični verjetnosti, matematični statistiki, ekonometriji, kulturni ekonomiki in ekonomiki zdravstva in staranja, kjer je avtor več študij, posebej znano je njegovo dolgoletno sodelovanje z ekonomistko in profesorico podjetništva Marileno Vecco. Je tudi koordinator Mlade sekcije Statističnega društva Slovenije.

## Življenje in delo
Kot srednješolec je dosegal uspehe na domačih in mednarodnih matematičnih tekmovanjih, in zastopal Slovenijo na 34. mednarodni matematični olimpijadi v turškem Istanbulu 1993. Kasneje se je vpisal na oddelek za kulturologijo Fakultete za družbene vede v Ljubljani, in študij sklenil z diplomsko nalogo s področja kulturnih študij v letu 2004. Magistrsko nalogo iz menedžmenta je opravil v letu 2008, in bil z njo izbran med deset študentov z vsega sveta, ki so svoje teze predstavljali v okviru delavnice mladih raziskovalcev na 15. konferenci osrednjega združenja kulturnih ekonomistov Association for Cultural Economics International. Srakar je doktoriral s področja mikroekonomskega modeliranja v ekonomiki muzejev na Ekonomski fakulteti v Ljubljani v letu 2015. Njegovo doktorsko delo je bilo navajano v več svetovnih revijah in publikacijah.
Po več izdanih knjigah v okviru Zavoda za kiparstvo (predvsem je znana študija o shemi deleža za umetnost, ki sta jo uredila z Jiřijem Kočico) je v letu 2010 pri Založbi FDV izšla njegova monografija Ekonomsko vrednotenje umetniških dogodkov: Umetnost med trgom in državo, ki je zaenkrat edina monografija s področja kulturne ekonomike izpod peresa slovenskega avtorja. Srakar je bil tudi osrednji organizator treh večjih mednarodnih simpozijev s področja kulturne ekonomike: Ekonomika likovnih umetnosti, ki je v septembru 2010 prvič v Sloveniji predstavil delo vrste vodilnih svetovnih kulturnih ekonomistov (na njem so med drugim gostovali Victor Ginsburgh, Arjo Klamer, Ilde Rizzo, Victor Fernandez-Blanco, Kathryn Graddy, Hans Abbing in Vesna Čopič); »Kultura - razvojni potenciali?«, ki je v letu 2012 v okviru mariborske Evropske kulturne prestolnice predstavil večino svetovno relevantnih ekonomistov, ki raziskujejo povezanost kulture in razvoja (Bruno S. Frey, Bruce A. Seaman, Michael Rushton, François Matarasso, Jeanette Snowball, Beatriz Plaza in drugi); ter šeste Evropske delavnice ekonometrične kulturne ekonomike (EWACE) v letu 2013. V septembru leta 2023 je glavni organizator 23. Evropskega srečanja mladih statistikov (EYSM) pod okriljem združenja Bernoulli Society, ki prvič poteka v Sloveniji.
Srakar je trenutno raziskovalec-znanstveni sodelavec na Inštitutu za ekonomska raziskovanja v Ljubljani, kjer raziskuje predvsem na področju ekonometričnih študij staranja, docent na Ekonomski fakulteti v Ljubljani za področje makroekonomije in kvantitativnih metod ter glavni urednik revije Review of Economics and Economic Methodology. Skupaj z Erwinom Dekkerjem in Michaelom Rushtonom je urednik knjižne zbirke Cultural Economics & the Creative Economy pri angleški založbi Palgrave Macmillan, ki je doslej prva knjižna zbirka na področju kulturne ekonomike v mednarodnem merilu. V šolskem letu 2011/2012 je bil gostujoči Fulbrightov študent na Univerze Indiane v Bloomingtonu v ZDA. Zdaj pripravlja svoj drugi doktorat iz matematične statistike na Fakulteti za matematiko in fiziko v Ljubljani.
Srakar je prejemnik nagrade za najboljši poster s področja verjetnosti in statistike na delavnici mladih raziskovalcev 10. svetovnega kongresa verjetnosti in statistike Bernoulli-IMS. Je pobudnik in koordinator mednarodnega matematičnega projekta YoungStatS, ki je namenjen promociji matematike, statistike, podatkovne znanosti in ekonometrije ter sodelovanjem mlajših raziskovalcev s teh področij. Projekt poteka v okviru mednarodne pobude Young Statisticians Europe (YSE) pri združenju FENStatS. Srakar je član več znanstvenih odborov pri združenju Royal Statistical Society in je v letu 2024 koordiniral izvedbo osrednjega letnega diskusijskega dogodka tega združenja, ki je potekalo v Brightonu na temo analize podatkov občanske znanosti.